# Al-Ashraf
Al-Ashraf Musa Abu'l-Fath al-Muzaffar ad-Din ou plus simplement Al-Ashraf  (v.1178 † 1237) est un sultan ayyoubide de Harran de 1218 à 1229 et Damas de 1229 à 1237. Il est fils du sultan ayyoubide Al-Adel.

## Biographie
Lorsque son père devient sultan suprême de l’empire Ayyoubide en 1200, il redistribue les postes de gouverneurs en faveur de ses fils et nomme Al-Ashraf comme émir de Harran.
Au début du mois de juin 1218, la cinquième croisade débarque en Égypte devant Damiette et assiège la ville. Al-Ashraf effectue une expédition de diversion dans le comté de Tripoli, sans réussir à détourner les croisés de leur objectif. Al-Kamil se porte au secours de la ville, parvient à contenir les croisés et à les empêcher d’achever d’encercler Damiette, en leur infligeant des pertes sévères. Mais le 24 août 1218, un navire croisé réussit à prendre la tour de la chaîne, donnant ainsi à la flotte croisée l’accès au bras du Nil. Al-Adel meurt le 31 août 1218 en apprenant la nouvelle, mais après avoir conseillé à ses fils de céder Jérusalem aux croisés en échange de leur départ d’Égypte. La tactique d’Al-Kamil contre les croisés, qui s’est contenté de n’être que défensif, suscite le mécontentement de l’armée musulmane et un lieutenant, Imad al-Dîn ibn Meshtub, émir de Naplouse, tente un coup d’État pour renverser Al-Kamil pour le remplacer par un de ses frères, Al-Fa’iz, plus docile. Ne se sentant plus en sécurité au sein de l’armée égyptienne, Al-Kamil abandonne le camp dans la nuit du 4 au 5 février 1219 entraînant la dispersion de son armée et laissant le champ libre aux croisés. Il rejoint son frère Malik al-Mu'azzam Musa, émir de Damas et venu à son secours. Grâce à l’aide de son frère, il soumet les conjurés et peut se consacrer au problème des Croisés.
Au printemps 1221, les Mongols de Gengis Khan menacent le califat abbasside de Bagdad, et le calife demande l’aide d’Al-Ashraf, que ce dernier ne peut accorder car il soutient ses deux frères contre les Croisés. Malgré des offres de paix et de cession de Jérusalem, Les croisés décident de marcher sur Le Caire en juillet 1221, peu avant la crue du Nil. Embourbée, la croisade doit se rendre et n’obtient sa liberté que contre la restitution de Damiette.
La résistance à la cinquième croisade avait été un succès en raison de la collaboration entre les trois frères, al-Mu’azzam, Al-Kamil et Al-Asraf, sultan de Khilat et de la Jazira. Mais cette harmonie est rompue à la fin de l’année 1223. Profitant de la mort de son cousin Al-Mansur Mohammed († 1222), émir de Hama et des troubles de succession, Al-Mu’azzam tente de s’emparer de la ville, mais l’intervention d’Al-Kamil et d’Al-Ashraf l’oblige à y renoncer. En 1226, son frère Al-Ashraf, dont les domaines sont menacés par les Khoarismiens, se rend à Damas pour demander de l’aide à son frère, mais Al’Mu’azzam le garde dans une captivité dorée pour l’obliger à s’allier avec lui contre Al-Kamil. À peine libéré, Al-Ashraf se dépêche de revenir sur ses engagements et rejoint son frère Al-Kamil. Al’Mu’azzam s’allie aux Khoarismiens, tandis que ses deux frères dépêchent une ambassade auprès de l’empereur Frédéric II, lui promettant Jérusalem contre son alliance et son aide militaire. La guerre fratricide est sur le point d’éclater quand Al’M’uazzam meurt, le 11 novembre 1227.
An-Nasir Dâ'ûd succède à son père Al’Mu’azzam mais, âgé d’une vingtaine d’années, il doit faire face aux ambitions de son oncle Al-Kamil, qui envahit son domaine et fait la conquête de Jérusalem et de Naplouse. Al-Nasir appelle un autre oncle, Al-Ashraf à son aide, et ce dernier intervient en faisant semblant de prendre son neveu sous sa protection (août 1228) mais trahit son neveu et passe un accord avec Al-Kamil pour partager les domaines de leur neveu, Al-Ashraf prenant le nord avec Damas et Al-Kamil le sud avec la Palestine. Al-Nasir Da’ud, se rendant compte à temps de la traîtrise, se retranche dans sa capitale de Damas, où il est assiégé par les troupes de ses oncles plus tard en 1228. Le siège se prolonge jusqu’en juin 1229, puis Al-Ashraf prend finalement Damas et en devient le sultan, tout en reconnaissant la suzeraineté de son frère aîné et en lui cédant Harran. Al-Nasir reçoit en compensation l’émirat de Kérak, en Transjordanie.
En 1230, les Ayyoubides doivent faire face aux Khoarismiens qui envahissent la région de Khilât, à proximité du lac de Van est qui est possession d'Al-Ashraf. Le 2 avril 1230, Jelâl al-Din prend Khilat, s'empare de l'épouse d'Al-Ashraf, une princesse géorgienne, qui y était réfugiée, la viole et fait massacrer la population. Les princes voisins, dont les Ayyoubides et les Seldjoukides de Roum s'unissent en une coalition qui livre bataille près d'Erzinjan et lui inflige une défaite complète le 10 août 1230.  Trois ans plus tard, en 1233, les alliés de la veille se disputent les régions de Khilat, d'Edesse et de Harran, et Al-Kamil réunit tous les Ayyoubides sous son commandement pour lutter contre Kay Qubadh Ier, sultan de Rum. La guerre indécise, car Kay Qubadh prend d'abord le dessus avant d'être vaincu, dure deux ans. Peu après, Al-Ashraf se brouille avec son frère Al-Kamil et prépare une révolte contre son frère, quand il meurt le 27 août 1237. Il ne laisse qu'une fille, mariée à un de ses cousins, et désigne pour lui succéder son frère cadet Al-Salih Ismaël.

### Sources
- René Grousset, Histoire des croisades et du royaume franc de Jérusalem - III. 1188-1291 L'anarchie franque, Paris, Perrin, 1936 (réimpr. 2006), 902 p.
- Amin Maalouf, Les Croisades vues par les Arabes, J’ai lu, 1983 (ISBN 978-2-290-11916-7)